# 작은 분자운
작은 분자운은 태양의 질량보다 수 백 배 적은 물질들로 이루어진 중력으로 묶인 고립된 작은 분자운들은 종종 Bok globules라고 불린다. 작은 분자운들의 조밀한 부분은 GMC 안에 발견된 분자 코어들과 대응하고 종종 같은 연구에 포함된다.

## 같이 보기
- 거대 분자운
- 분자운